# Black Blood Vomitorium
Black Blood Vomitorium är det amerikanska death metal-bandet Necrophagias första EP. Den gavs ut februari 2000 av skivbolaget Red Stream, Inc..

## Låtförteckning
1. "And You Will Live in Terror" – 5:20
2. "They Dwell Beneath" – 4:24
3. "It Lives in the Woods" – 3:22
4. "Black Blood Vomitorium" – 2:35

## Medverkande
Musiker (Necrophagia-medlemmar)
- Killjoy (Frank Pucci) – sång
- Anton Crowley (Phil Anselmo) – gitarr
- Dustin Havnen – basgitarr
- Wayne "Doobie" Fabra – trummor

Produktion
- Patrick McCahan – producent
- Necrophagia – producent
- Keith Falgout – ljudtekniker
- Chas Balun – omslagskonst
- Corey Dempsey – foto